# Premiership Rugby 1999-2000
Premiership Rugby 1999-2000 fu il 13º campionato nazionale inglese di rugby a 15 di prima divisione.
Si tenne dal 10 settembre 1999 al 21 maggio 2000 tra 12 squadre, che si incontrarono a girone unico con la formula della doppia gara d'andata e ritorno.
Il campionato fu noto con il nome commerciale di Allied Dunbar Premiership One a seguito di accordo di naming con la compagnia britannica d'assicurazioni Allied Dunbar stipulato nel 1997.
Fu l'ultima stagione in cui tale accordo fu vigente, in quanto Allied Dunbar, nel frattempo acquistato dal gruppo Zurich, non rinnovò la sponsorizzazione.
In corso di torneo fu introdotta un'insolita variante regolamentare, ovvero l'adozione di tre punti in classifica per vittoria a partire da dopo il termine della Coppa del Mondo 1999; la modifica fu adottata nell'intento di livellare gli squilibri verificatisi a causa del torneo mondiale, durante il quale la Premiership non fu sospesa, quindi penalizzando quei club che in tale periodo persero i giocatori internazionali; fu comunque l'ultimo anno di adozione del sistema a due punti a incontro perché nella stagione successiva fu introdotto il punteggio dell'Emisfero Sud con i bonus mete e sconfitta.
Campione si riconfermò Leicester, al suo secondo titolo consecutivo e quarto assoluto, che si aggiudicò il torneo con una giornata d'anticipo vincendo 30-20 su Bristol.
Non furono, invece, previste retrocessioni dirette: l'ultima classificata, il Bedford, giocò e perse lo spareggio salvezza contro il Rotherham campione di Premiership Two con un punteggio combinato di 34-40 (20-40 all'andata e 14-0 al ritorno).
Il valore delle marcature, come stabilito dall’IRFB nel 1992, era: 5 punti per ciascuna meta (7 se trasformata), 3 punti per la realizzazione di ciascun calcio piazzato, idem per il drop.

## Squadre partecipanti
- Bath
- Bedford
- Bristol
- Gloucester
- Harlequins (Londra)
- Leicester
- London Irish (Londra)
- London Wasps (Londra)
- Newcastle (Newcastle upon Tyne)
- Northampton
- Sale Sharks (Sale)
- Saracens (Londra)

## Risultati
| Data       |                            | Risultato |
| ---------- | -------------------------- | --------- |
| 10-9-1999  | Bristol – Bedford          | 40-25     |
| 11-9-1999  | Gloucester – Newcastle     | 31-16     |
| 11-9-1999  | Harlequins – Bath          | 10-30     |
| 11-9-1999  | Northampton – Leicester    | 46-24     |
| 11-9-1999  | Sale Sharks – Wasps        | 16-8      |
| 12-9-1999  | Saracens – London Irish    | 23-28     |
|            |                            |           |
| Data       |                            | Risultato |
| 9-10-1999  | Northampton – Saracens     | 8-32      |
| 10-10-1999 | Wasps – London Irish       | 43-20     |
| 10-10-1999 | Harlequins – Sale Sharks   | 3-10      |
| 10-10-1999 | Bath – Gloucester          | 33-20     |
|            |                            |           |
|            |                            |           |
|            |                            |           |
| Data       |                            | Risultato |
| 29-10-1999 | Harlequins – Bristol       | 36-20     |
| 29-10-1999 | Sale Sharks – Saracens     | 12-58     |
| 30-10-1999 | Bath – London Irish        | 25-25     |
| 30-10-1999 | Leicester – Bedford        | 61-12     |
| 30-10-1999 | Northampton – Gloucester   | 9-25      |
| 30-10-1999 | Wasps – Newcastle          | 19-19     |
|            |                            |           |
| Data       |                            | Risultato |
| 4-12-1999  | Bedford – Northampton      | 17-41     |
| 4-12-1999  | Bristol – Gloucester       | 25-38     |
| 4-12-1999  | London Irish – Sale Sharks | 26-3      |
| 5-12-1999  | Wasps – Bath               | 23-21     |
| 5-12-1999  | Newcastle – Harlequins     | 15-16     |
| 5-12-1999  | Saracens – Leicester       | 36-20     |
|            |                            |           |
| Data       |                            | Risultato |
| 22-1-2000  | Gloucester – Bristol       | 29-23     |
| 22-1-2000  | Bath – Wasps               | 27-16     |
| 22-1-2000  | Leicester – Saracens       | 48-20     |
| 22-1-2000  | Harlequins – Newcastle     | 12-15     |
| 22-1-2000  | Northampton – Bedford      | 38-16     |
| 23-1-2000  | Sale Sharks – London Irish | 24-31     |
|            |                            |           |
| Data       |                            | Risultato |
| 27-2-2000  | Newcastle – Bedford        | 23-20     |
|            |                            |           |
|            |                            |           |
|            |                            |           |
|            |                            |           |
|            |                            |           |
|            |                            |           |
| Data       |                            | Risultato |
| 25-3-2000  | Bath – Bristol             | 39-13     |
| 25-3-2000  | Leicester – London Irish   | 41-16     |
| 25-3-2000  | Harlequins – Gloucester    | 24-38     |
| 25-3-2000  | Northampton – Sale Sharks  | 26-7      |
| 26-3-2000  | Wasps – Bedford            | 62-8      |
| 26-3-2000  | Newcastle – Saracens       | 15-6      |
|            |                            |           |
| Data       |                            | Risultato |
| 18-4-2000  | Newcastle – London Irish   | 28-23     |
| 18-4-2000  | Leicester – Gloucester     | 24-13     |
| 19-4-2000  | Harlequins – Northampton   | 29-17     |
| 19-4-2000  | Wasps – Bristol            | 25-31     |
|            |                            |           |
|            |                            |           |
|            |                            |           |
| Data       |                            | Risultato |
| 29-4-2000  | Bath – Harlequins          | 77-19     |
| 29-4-2000  | Bedford – Bristol          | 19-57     |
| 29-4-2000  | Leicester – Northampton    | 26-21     |
| 29-4-2000  | London Irish – Saracens    | 27-41     |
| 30-4-2000  | Wasps – Sale Sharks        | 58-5      |
| 30-4-2000  | Newcastle – Gloucester     | 36-28     |
|            |                            |           |
| Data       |                            | Risultato |
| 14-5-2000  | Bedford – Sale Sharks      | 37-50     |
| 14-5-2000  | Bristol – Leicester        | 23-30     |
|            |                            |           |
|            |                            |           |
|            |                            |           |
|            |                            |           |

| Data       |                            | Risultato |
| ---------- | -------------------------- | --------- |
| 25-9-1999  | Bath – Northampton         | 33-13     |
| 25-9-1999  | Bedford – London Irish     | 8-27      |
| 25-9-1999  | Leicester – Sale Sharks    | 18-3      |
| 25-9-1999  | Harlequins – Saracens      | 33-24     |
| 26-9-1999  | Wasps – Gloucester         | 30-26     |
| 26-9-1999  | Newcastle – Bristol        | 32-37     |
|            |                            |           |
| Data       |                            | Risultato |
| 15-10-1999 | Gloucester – Harlequins    | 24-23     |
| 16-10-1999 | Bristol – Bath             | 31-31     |
| 16-10-1999 | London Irish – Leicester   | 30-31     |
| 17-10-1999 | Sale Sharks – Northampton  | 9-13      |
| 17-10-1999 | Saracens – Newcastle       | 55-6      |
|            |                            |           |
|            |                            |           |
| Data       |                            | Risultato |
| 5-11-1999  | Gloucester – Sale Sharks   | 35-14     |
| 5-11-1999  | Newcastle – Leicester      | 12-12     |
| 5-11-1999  | Bristol – Northampton      | 19-29     |
| 6-11-1999  | Bedford – Bath             | 24-28     |
| 7-11-1999  | Saracens – Wasps           | 27-26     |
| 7-11-1999  | London Irish – Harlequins  | 16-17     |
|            |                            |           |
| Data       |                            | Risultato |
| 23-12-1999 | Harlequins – Wasps         | 16-52     |
| 26-12-1999 | Bath – Leicester           | 3-13      |
| 26-12-1999 | Gloucester – London Irish  | 40-15     |
| 26-12-1999 | Northampton – Newcastle    | 37-5      |
| 26-12-1999 | Sale Sharks – Bedford      | 22-3      |
| 27-12-1999 | Bristol – Saracens         | 45-22     |
|            |                            |           |
| Data       |                            | Risultato |
| 25-1-2000  | Bedford – Harlequins       | 25-28     |
| 25-1-2000  | Newcastle – Bath           | 16-20     |
| 25-1-2000  | Saracens – Gloucester      | 35-21     |
| 25-1-2000  | Wasps – Leicester          | 20-29     |
| 26-1-2000  | London Irish – Northampton | 20-44     |
|            |                            |           |
|            |                            |           |
| Data       |                            | Risultato |
| 8-3-2000   | Bristol – Sale Sharks      | 35-16     |
|            |                            |           |
|            |                            |           |
|            |                            |           |
|            |                            |           |
|            |                            |           |
|            |                            |           |
| Data       |                            | Risultato |
| 8-4-2000   | Bedford – Newcastle        | 32-22     |
| 8-4-2000   | Gloucester – Bath          | 16-36     |
| 8-4-2000   | Sale Sharks – Harlequins   | 36-20     |
|            |                            |           |
|            |                            |           |
|            |                            |           |
|            |                            |           |
| Data       |                            | Risultato |
| 22-4-2000  | Gloucester – Wasps         | 26-12     |
| 22-4-2000  | London Irish – Bedford     | 33-23     |
| 22-4-2000  | Northampton – Bath         | 13-17     |
| 22-4-2000  | Sale Sharks – Leicester    | 13-48     |
| 22-4-2000  | Bristol – Newcastle        | 30-11     |
|            |                            |           |
|            |                            |           |
| Data       |                            | Risultato |
| 6-5-2000   | Bath – Saracens            | 40-27     |
| 6-5-2000   | Gloucester – Bedford       | 60-16     |
| 6-5-2000   | Harlequins – Leicester     | 5-54      |
| 6-5-2000   | Sale Sharks – Newcastle    | 45-17     |
|            |                            |           |
|            |                            |           |
|            |                            |           |
| Data       |                            | Risultato |
| 17-5-2000  | London Irish – Wasps       | 45-24     |
| 17-5-2000  | Saracens – Northampton     | 29-24     |
|            |                            |           |
|            |                            |           |
|            |                            |           |
|            |                            |           |

| Data       |                            | Risultato |
| ---------- | -------------------------- | --------- |
| 1-10-1999  | Gloucester – Leicester     | 34-6      |
| 1-10-1999  | Bristol – Wasps            | 20-13     |
| 1-10-1999  | Saracens Bedford           | 39-15     |
| 2-10-1999  | Northampton – Harlequins   | 29-27     |
| 2-10-1999  | Sale Sharks – Bath         | 28-22     |
| 3-10-1999  | London Irish – Newcastle   | 56-8      |
|            |                            |           |
| Data       |                            | Risultato |
| 23-10-1999 | Leicester – Bristol        | 36-19     |
|            |                            |           |
|            |                            |           |
|            |                            |           |
|            |                            |           |
|            |                            |           |
|            |                            |           |
| Data       |                            | Risultato |
| 13-11-1999 | Bath – Newcastle           | 45-12     |
| 13-11-1999 | Leicester – Wasps          | 28-9      |
| 13-11-1999 | Harlequins – Bedford       | 11-10     |
| 13-11-1999 | Northampton – London Irish | 24-19     |
| 13-11-1999 | Sale Sharks – Bristol      | 15-40     |
| 14-11-1999 | Gloucester – Saracens      | 22-19     |
|            |                            |           |
| Data       |                            | Risultato |
| 29-12-1999 | Leicester – Harlequins     | 29-17     |
| 29-12-1999 | London Irish – Bristol     | 35-21     |
| 29-12-1999 | Newcastle – Sale Sharks    | 12-9      |
| 29-12-1999 | Wasps – Northampton        | 15-21     |
| 30-12-1999 | Bedford – Gloucester       | 6-18      |
| 30-12-1999 | Saracens – Bath            | 19-6      |
|            |                            |           |
| Data       |                            | Risultato |
| 12-2-2000  | Northampton – Bristol      | 19-23     |
| 12-2-2000  | Bath – Bedford             | 32-22     |
| 12-2-2000  | Leicester – Newcastle      | 34-26     |
| 12-2-2000  | Harlequins – London Irish  | 14-39     |
| 12-2-2000  | Sale Sharks – Gloucester   | 13-31     |
| 13-2-2000  | Wasps – Saracens           | 41-17     |
|            |                            |           |
| Data       |                            | Risultato |
| 11-3-2000  | Gloucester – Northampton   | 11-35     |
| 11-3-2000  | Bedford – Leicester        | 22-32     |
| 11-3-2000  | Bristol – Harlequins       | 42-39     |
| 11-3-2000  | London Irish – Bath        | 16-64     |
| 12-3-2000  | Newcastle – Wasps          | 8-34      |
| 12-3-2000  | Saracens - Sale Sharks     | 56-28     |
|            |                            |           |
| Data       |                            | Risultato |
| 15-4-2000  | Bath – Sale Sharks         | 36-6      |
| 16-4-2000  | Bedford – Saracens         | 29-57     |
|            |                            |           |
|            |                            |           |
|            |                            |           |
|            |                            |           |
|            |                            |           |
| Data       |                            | Risultato |
| 24-4-2000  | Saracens – Harlequins      | 50-10     |
| 26-4-2000  | Bedford – Wasps            | 7-21      |
|            |                            |           |
|            |                            |           |
|            |                            |           |
|            |                            |           |
|            |                            |           |
| Data       |                            | Risultato |
| 9-5-2000   | Northampton – Wasps        | 12-54     |
| 10-5-2000  | Bristol – London Irish     | 28-26     |
|            |                            |           |
|            |                            |           |
|            |                            |           |
|            |                            |           |
|            |                            |           |
| Data       |                            | Risultato |
| 20-5-2000  | London Irish – Gloucester  | 40-42     |
| 21-5-2000  | Leicester – Bath           | 43-25     |
| 21-5-2000  | Wasps – Harlequins         | 35-32     |
| 21-5-2000  | Newcastle – Northampton    | 23-32     |
| 21-5-2000  | Saracens – Bristol         | 37-10     |

## Classifica
| Pos | Squadra      | G  | V  | N | P  | PF  | PS  | DP   | Pt |
| --- | ------------ | -- | -- | - | -- | --- | --- | ---- | -- |
| 1   | Leicester    | 22 | 18 | 1 | 3  | 687 | 425 | +262 | 51 |
| 2   | Bath         | 22 | 15 | 2 | 5  | 690 | 425 | +265 | 43 |
| 3   | Gloucester   | 22 | 15 | 0 | 7  | 628 | 490 | +138 | 40 |
| 4   | Saracens     | 22 | 14 | 0 | 8  | 729 | 514 | +215 | 37 |
| 5   | Northampton  | 22 | 13 | 0 | 9  | 551 | 480 | +71  | 35 |
| 6   | Bristol      | 22 | 12 | 1 | 9  | 632 | 602 | +30  | 34 |
| 7   | London Wasps | 22 | 11 | 1 | 10 | 640 | 461 | +179 | 31 |
| 8   | London Irish | 22 | 9  | 1 | 12 | 613 | 616 | −3   | 25 |
| 9   | Newcastle    | 22 | 6  | 2 | 14 | 377 | 630 | −253 | 19 |
| 10  | Harlequins   | 22 | 7  | 0 | 15 | 441 | 687 | −246 | 18 |
| 11  | Sale Sharks  | 22 | 7  | 0 | 15 | 381 | 633 | −252 | 18 |
| 12  | Bedford      | 22 | 1  | 0 | 21 | 396 | 802 | −406 | 3  |

## Spareggio promozione / retrocessione Premiership One 2000-01
| Arbitro: | Steve Lander (Liverpool) |

|                              |      |                 |
| Hassan Trivella Buzza Schmid | mt   | Connolly Hughes |
| M. Umaga (4)                 | tr   | Stewart (2)     |
| M. Umaga (4)                 | c.p. | Stewart (2)     |

| Arbitro: | Ed Morrison (Bristol) |

|             |    |  |
| tecnica (2) | mt |  |
| Stewart (2) | tr |  |

## Verdetti
- Leicester: Campione d'Inghilterra.
- Leicester, Bath, Gloucester, Saracens, Northampton, London Wasps: qualificate alla Heineken Cup 2000-01.
- Bedford: retrocesso in National Division Two 2000-01.